# Poussière d'étoiles (film)
Poussière d'étoiles (Polvere di stelle) est un film italien réalisé par Alberto Sordi, sorti en 1973.

## Synopsis
En 1943, dans l'Italie bouleversée par la guerre, Mimmo Adami (Alberto Sordi) et sa femme Dea Dani (Monica Vitti) gèrent une moyenne compagnie de théâtre populaire, qui doit s'adapter à travailler dans la province la plus reculée. Après l'armistice de Cassibile, l'Italie reste divisée, la partie Nord étant occupée par l'armée nazi-fasciste. Mimmo et Dea se trouvent alors dans les Abruzzes, et grâce à l'intervention de l'actrice - qui s'offre à un fédéral fasciste à l'insu de son mari - les hommes de la compagnie ne sont pas traduits en Allemagne, mais tous les acteurs sont envoyés à Venise travailler pour la République sociale italienne.
Pendant le voyage par mer, des partisans italiens tuent les Allemands qui dirigeaient le bateau et font route vers le Sud du Pays, où les Alliés ont déjà débarqué libérant ces régions. Toute la compagnie arrive à Bari, où les militaires américains ont pris le pouvoir dans l'enthousiasme de la population locale. Mimmo et Dea sont invités à organiser un spectacle pour les militaires, nommé Poussière d'étoiles, qui va se dérouler dans le prestigieux Teatro Petruzzelli. Apparemment, le rêve d'une vie pour ces moyens acteurs se réalise : tout le public les acclame comme des stars internationales.
Dea rêve même de quitter son mari pour fuir en Amérique avec un jeune soldat, mais celui-ci ne tient pas ses promesses. Et surtout, le succès est très éphémère : quand les militaires américains quittent Bari, la population civile désire des spectacles de plus haut niveau que ceux que Mimmo et Dea peuvent offrir. Le couple rentre à Rome, où ils devront faire face à la réalité : le succès de Poussière d'étoiles n'a été qu'un moment, et pour vivre ils devront recommencer à travailler durement dans les théâtres les plus modestes.

## Fiche technique
- Titre original : Polvere di stelle
- Réalisation : Alberto Sordi, assisté de Carlo Vanzina
- Scénario : Ruggero Maccari, Bernardino Zapponi et Alberto Sordi
- Photographie : Franco Di Giacomo
- Musique : Piero Piccioni
- Montage : Raimondo Crociani
- Décors : Mario Garbuglia
- Costumes : Bruna Parmesan
- Pays :  Italie
- Genre : Comédie
- Durée : 82 minutes
- Dates de sortie :
  - Italie : 15 novembre 1973
  - France : 3 novembre 1982

## Distribution
- Alberto Sordi : Mimmo Adami
- Monica Vitti : Dea Dani
- John Phillip Law : John, le marin américain
- Wanda Osiris : elle-même
- Edoardo Faieta : Don Ciccio Caracioni
- Carlo Dapporto : lui-même
- Franco Angrisano : un agent fédéral
- Dino Curcio : le chef de gare
- Franca Scagnetti : la sœur di Ciccio
- Eduardo Fajeta : Ciccio Caracioni
- Francesco Magno : un professeur
- Silvana Zalfatti : Cristina
- Alfredo Adami : l'impresario Cecioni
- John Karlsen : le commandant allemand
- Mimmo Poli : le gros spectateur
- Pietro Ceccarelli : un soldat allemand sur le bateau
- Elisa Colavecchi, Miriam Cunzio, Lia Ferri, Jolanda Piziem et Maria Luisa Serena : les danseuses
- Alvaro Vitali : un danseur de claquettes
- Marcello Martana :lui-même
- Luciano Martana : lui-même